# Риба-капка
Рибата-капка (Psychrolutes marcidus), наричана още риба-сопол, е вид дълбоководна риба от семейство Psychrolutidae.

## Разпространение и местообитание
Живее на дълбочина от 600 до 1200 m в крайбрежията на Австралия и Тасмания, както и във водите на Нова Зеландия.

## Описание
Обикновено достига дължина до 30 cm. Тъй като живее в условия на налягане от 60 до 120 пъти по-голямо от това на морското равнище, наличието на плавателен мехур би било недостатъчно за поддържането на плаваемост.
Няма люспи, вместо това кожата и е образувана от сиво–розова желеподобна маса. Поради тази причина тялото и е малко по-плътно от водата и може да се полузарови в морското дъно и да дебне плячката си, която се състои от малки рачета и мекотели. Отсъствието на мускули у рибата не е недостатък, тъй като тя основно поглъща плаващата ядлива материя.
Популярното впечатление за рибата-капка като подуто и желеподобно създание се дължи отчасти на щетите от декомпресия, които видът претърпява, когато се изкара на повърхността от изключителните дълбочини, в които живее. В естествената си среда рибата-капка изглежда по типичния начин за представител на класа Костни риби.